# Hector Pessard
Pour les articles homonymes, voir Pessard.
Hector Louis François Pessard, né à Lille le 22 août 1836  et mort le 21 juillet 1895 dans le 9e arrondissement de Paris, est un journaliste, homme de lettres, critique musical et dramatique français.

## Biographie
Hector Pessard entre comme journaliste au Figaro puis est engagé dans la campagne d'Italie.
Il est nommé directeur du Bureau de la presse au ministère de l'intérieur en 1878.

Il dirige quelque temps des journaux de diffusion nationale et plutôt situés à gauche :
- Le National, journal républicain fondé en 1830 et interdit sous le second Empire, reparaît en 1869 sous l'impulsion d’Ildefonse Rousset, à sa mort en 1878, Hector Pessard en devient le directeur[2]. Il aura pour successeur le député radical Adolphe Maujan (1853-1914).
- Le Petit Parisien, fondé par Louis Andrieux le 15 octobre 1876, change plusieurs fois de propriétaires en 1877 : il est cédé une première fois à Eugène Schnerb le 22 février 1877, puis à Hector Pessard en juin et enfin acquis par Paul Dalloz en août[3].

Délaissant plus tard la politique, il publia des critiques dramatiques ou artistiques dans des journaux ou revues.
Il est fait chevalier de la Légion d'Honneur le 7 octobre 1876.

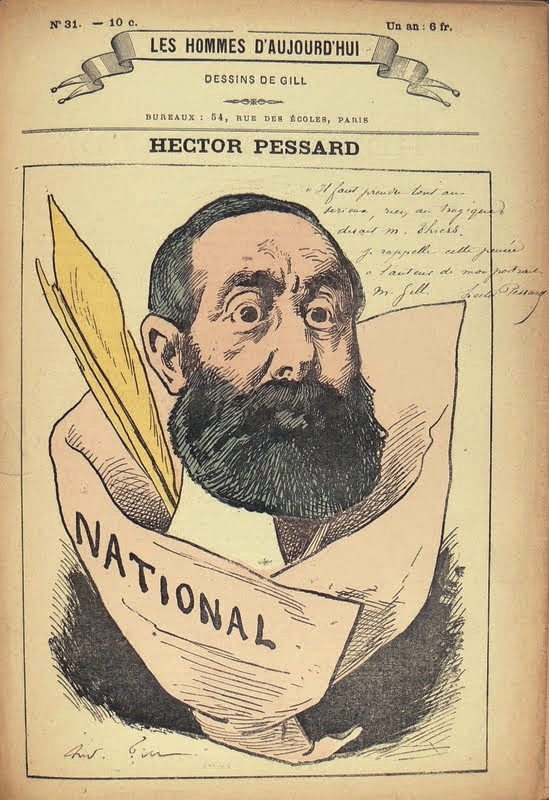
Caricature d'Hector Pessard par André Gill, n°31 de Les Hommes d'aujourd'hui (1879).

## Œuvres
- L'Année parlementaire 1863-1864, 306 p. in-8°, Paris, Librairie internationale, 1865.
- Yo et les principes de 89 : fantaisie chinoise, Bruxelles, éd. A. Lacroix, Verboeckhoven & Cie, 1867 (préface de Prévost-Paradol)
- Les Gendarmes, fantaisie administrative, Paris, Librairie internationale, 1869
- Lettres d'un interdit, Paris, Lachaud et Burdin, 1874
- Mes Petits Papiers 1860-1870, éditions Calman-Lévy, 1887. 334 p. in-12°, considérations sur l'air du temps[5]
- Chroniques politiques, dans la revue La Nouvelle Revue tome 46 (pages 169,409,611,808). année 1887 et suivantes[6]